# Hrabar Nunatak
Hrabar Nunatak är en nunatak i Antarktis. Den ligger i Sydshetlandsöarna. Argentina, Chile och Storbritannien gör anspråk på området. Toppen på Hrabar Nunatak är 45 meter över havet.
Terrängen runt Hrabar Nunatak är kuperad åt sydost, men norrut är den platt. Havet är nära Hrabar Nunatak åt nordväst. Trakten är glest befolkad. Närmaste befolkade plats är Maldonado Station, 11,2 kilometer öster om Hrabar Nunatak. 